# 10984 Gispen
10984 Gispen eller 3507 T-3 är en asteroid i huvudbältet som upptäcktes den 16 oktober 1977 av den nederländsk-amerikanske astronomen Tom Gehrels och det nederländska astronomparet Ingrid van Houten-Groeneveld och Cornelis Johannes van Houten vid Palomarobservatoriet. Den är uppkallad efter designern Willem Hendrik Gispen.
Asteroiden har en diameter på ungefär 2 kilometer.